# Kościół Najświętszej Maryi Panny Królowej Polski w Czechowicach-Dziedzicach
Kościół Najświętszej Maryi Panny Królowej Polski – rzymskokatolicki kościół parafialny należący do dekanatu Czechowice-Dziedzice diecezji bielsko-żywieckiej. Znajduje się na osiedlu Lesisko.
Decyzja o wybudowaniu świątyni została podjęta w dniu 7 stycznia 1937 roku, a nad całością czuwał ksiądz Jan Nepomucen Barabasz. W następnym roku, w dniu 6 czerwca 1938 roku, w mury wznoszonego kościoła wmurowany został kamień węgielny z napisem: „NMP Królowej Korony Polskiej, aby Ona była naszą tarczą obronną i rękojmią naszej prawdziwej i wielkiej siły drogiej nam Ojczyzny”. Świątynia została ukończona w 1939 roku, ale poświęcona została przez księdza Brunona Depoix dopiero po zakończeniu II wojny światowej w dniu 3 maja 1945 roku. Od 1 lutego 1946 roku przy kościele działała kuracja duszpasterska, należąca do parafii św. Katarzyny. Samodzielna parafia Najświętszej Maryi Panny Królowej Polski w Czechowicach-Dziedzicach została utworzona w dniu 15 marca 1958 roku. Kościół został konsekrowany w dniu 3 maja 1970 roku przez biskupa Herberta Bednorza.